# Keladi
Keladi (kannada: ಕೆಳದಿ) è una città tempio situata nel distretto di Shimoga nello stato del Karnataka nell'India meridionale.

## Storia
Fu la capitale del Regno di Keladi, feudatario dell'Impero di Vijayanagara. Dopo la disintegrazione dell'Impero nella Battaglia di Talikota (1565), il Nayak (governatore) di Keladi creò un regno indipendente che rimase tale fino a quando non venne annesso al Regno di Mysore di Hyder Ali nel 1763.